# Churchill (Ohio)
Churchill es un lugar designado por el censo (en inglés, census-designated place, CDP) ubicado en el condado de Trumbull, Ohio, Estados Unidos. Según el censo de 2020, tiene una población de 2176 habitantes.

## Geografía
Está ubicado en las coordenadas 41°10′10″N 80°39′58″O / 41.16944, -80.66611 (41.169456, -80.665973). Según la Oficina del Censo de los Estados Unidos, Churchill tiene una superficie total de 6.5 km², correspondientes en su totalidad a tierra firme.

## Demografía
Según el censo de 2020, hay 2176 personas residiendo en Churchill. La densidad de población es de 334,7 hab./km². El 80.74% son blancos, el 12.18% son afroamericanos, el 0.55% son asiáticos, el 0.05% es isleño del Pacífico, el 0.55% son de otras razas y el 5.93% son de una mezcla de razas. Del total de la población, el 2.85% son hispanos o latinos de cualquier raza.